# Difford & Tilbrook
Difford & Tilbrook, var en brittisk sång- och musikerduo bildad 1983 av Chris Difford och Glenn Tilbrook. Duon upphörde 1985.
Difford och Tillbrook är också medlemmar av gruppen Squeeze.

## Diskografi
Studioalbum
- Difford & Tilbrook (1984)

Singlar
- "Love's Crashing Waves" (1984)
- "Hope Fell Down" (1984)
- "Picking Up The Pieces" (1984)